# Premio Utopia Lamont Young

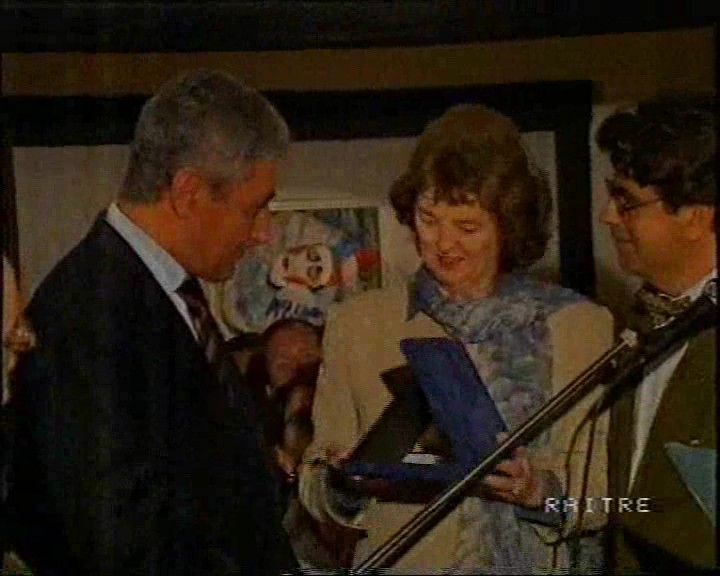
Premio Utopia Lamont Young ad Antonio Bassolino 1994

Il Premio Utopia Lamont Young è un premio creato nel 1994 dall'artista Pasquale Della Monaco, dedicato alla memoria dell'architetto inglese Lamont Young. 
Il premio viene assegnato ogni anno ad illustri personaggi. che si sono contraddistinti per il loro impegno nell'ambito della cultura a Napoli. 
Dall'incendio di Villa Ebe nel 2000, il Premio si pone l'obiettivo di sensibilizzare la cittadinanza e le istituzioni nel recupero della Villa, attualmente in stato di rovina.

## Sedi

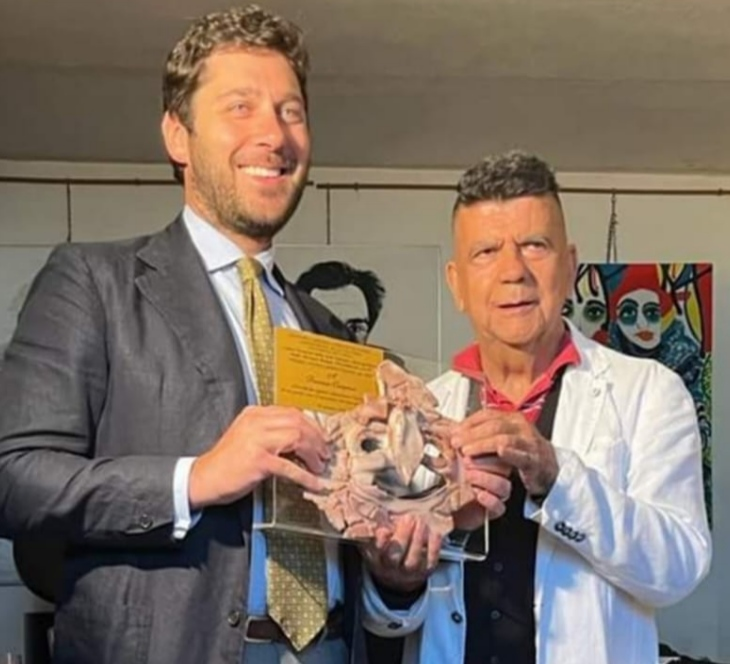
Premio Utopia Lamont Young a Francesco Carignani 2023

Dalla nascita nel 1994, fino alla fine degli anni '90, il premio è stato organizzato a Villa Ebe, costruita dall'architetto Lamont Young, a cui il premio è dedicato. Dal rogo della villa in poi, il premio si è tenuto all'Istituto Francese Grenoble di Napoli ed allo studio dell'artista Pasquale della Monaco, sulle rampe di Pizzofalcone.

## Albo dei vincitori

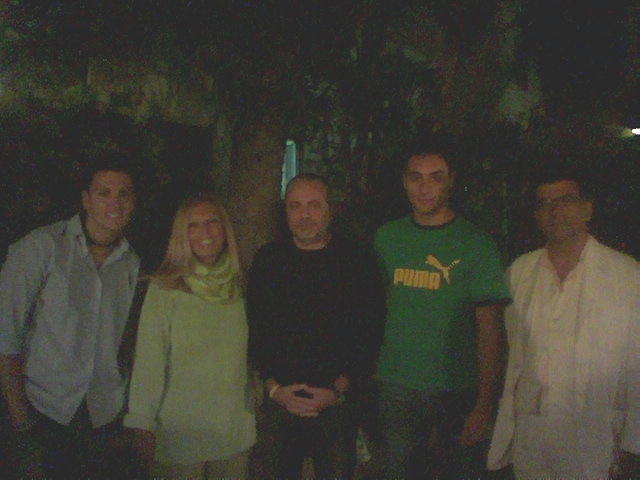
Premio Utopia Lamont Young ad Aurelio de Laurentiis 2005

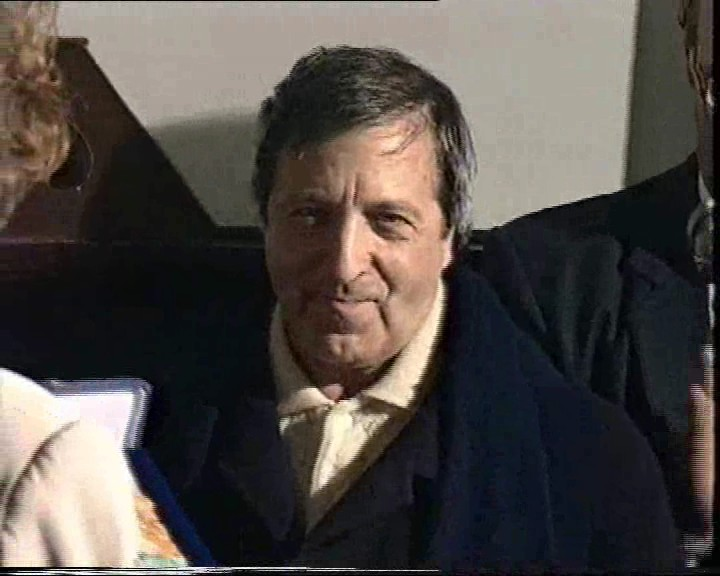
Premio Utopia Lamont Young a Roberto de Simone 1994

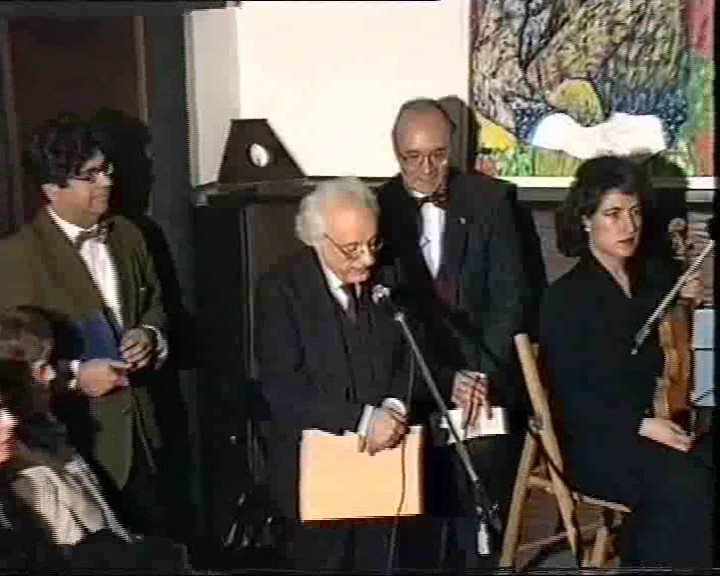
Gerardo Marotta al Premio Utopia Lamont Young nel 1994

Di seguito sono segnalati gran parte dei vincitori del premio durante gli anni.
- Giulio Albano
- Giancarlo Alisio
- Giancarlo Amorelli
- Claudio	Angelici
- Simone Annichiarico
- Arkè
- Teresa Armato
- Michael	Aspinal
- Ateneapoli
- Peppe Barra
- Mirella	Barracco
- Paolo Basso
- Antonio Bassolino
- Angela Battiloro
- Flegra Bentivenga
- Jurgen Bubendey
- Roberto	Buffagni
- Francesco Caccavale
- Ciro Cacciola
- Vincenzo Canzanella
- Vincenzo Capezzuto
- Valerio Caprara
- Francesco Carignani
- Annamaria Carloni
- Casa Editrice Graus Boniello
- Casa Editrice La Conchiglia
- Romina Casucci
- Franz Cerami
- Fabio Ciaravola
- Domenico Ciruzzi
- Gaetano	Colonnese
- Peter Cottino
- Guido d'Agostino
- Gaetano	Daniele
- Stefano	de Caro
- Maria de Cunzo
- Aurelio de Laurentiis
- Ettore de Lorenzo
- Vera de Luca
- Roberto de Simone
- Mariarosaria de Vitis
- Federico Del giudice
- Diego di Mare
- Eduardo	Esposito
- Franca Esposito
- Pasquale Esposito
- Gennaro	Ferrara
- Enrico Fiore
- Annalisa Fiore de Paola
- Vanni Fondi
- Antonietta Foschini
- Alfonso	Fraia
- Rachele	Furfaro
- Mauro Giancaspro
- Giusi Giustino
- Benedetto Gravagnuolo
- Franco Carmelo Greco
- Mariateresa	Guarracino
- Bruno Guidazzi
- Antonio	Iannelli
- Federico Iasimone
- Maria Fortuna Incostante
- Herwig Kempf
- Amato Lamberti
- Gioacchino Lanza Tommasi
- Amedeo Lepore
- Gaetano	Liguoro
- Mimmo Liguoro
- Sandra Lonardo Mastella
- Domenico Luciano
- Paolo Macry
- Gennaro	Marasca
- Roberto	Marchese
- Pier Paolo Marino
- Maria Gabriella	Marotta
- Gerardo Marotta
- Mario Martone
- Leslie W. Mc Bee
- Lyv	Migdal
- Ida	Molaro
- Giuseppe Morra
- Marianne Myles
- Luigi Necco
- Renato Nicolini
- Marino Niola
- Geo	Nocchetti
- Mario Orfeo
- Mimmo Paladino
- Marcello Panza
- Rocco Papa
- Giulia Parente
- Giuseppe Petrella
- Tony Petrucci
- Francesco Pinto
- Sergio Piro
- Tullio Pironti
- Gianni Pisani
- Giuseppe Racioppi
- Giulio Raimondi
- Antonio	Rastrelli
- Don Massimo	Rastrelli
- Anna Razzi
- Mariapia Rega
- Mariano Rigillo
- Caterina Ruggi d’Aragona
- Lia Rumma
- Davide Russo
- Rosa Russo Iervolino
- Filomena Sardella
- Jean Noel Schifano
- Ivana Scognamiglio
- Carolina Sellitto
- Sergio Siano
- Riccardo Siano
- Vittorio Silvestrini
- Società di Studi Politici
- Nicola Spinosa
- Pasquale Squitieri
- Anna Terracciano
- Massimo	Tomei
- Antonio	Tricomi
- Ambra Vallo
- Peppe Vecchio
- Silvio Vitale
- Domenic Walsh
- Diego Watzche
- Sergio Zavoli
- Elias Zoccoli